# Temporada 2001 del Rally Mobil
La temporada 2001 del Rally Mobil fue la 21° edición del Campeonato Chileno de Rally y segunda bajo su actual denominación. Comenzó el 21 de abril y finalizó el 9 de diciembre. Contó con un total de 7 fechas, una de ellas con puntaje doble (repitiendo las fechas de la temporada anterior). 
Las categorías participantes fueron la N-2 (vehículos de tracción simple hasta 1600 c.c.). La N4 (vehículos hasta 2000 c.c. con tracción integral), conformada esta última solo por los Subaru Impreza WRX y el debut tanto de la N-3 (vehículos de tracción simple hasta 2000 c.c.) y la N-1 (vehículos de tracción simple hasta 1400 c.c.). 
La categoría N-4 se definió en la última fecha a favor del piloto de Puerto Montt, Javier Fernández, quien obtuvo el título al campeón, aprovechando el volcamiento de Kurt Horta; el tercer lugar fue para el piloto de Concepción Dino Inoccenti.
En el debut de la Categoría N-3 contó con solo 6 participantes en esta temporada y los laureles se los llevó el campeón defensor de la N-2 , el viñamarino Luis Ignacio Rosselot, en la N-2, se impuso su hermano Gerardo Rosselot y en el debut de la categoría N-1, los laureles se fueron a la ciudad de San Felipe con el piloto Rafael Lepe.

## Participantes
Categoría N-4
| N° | Piloto            | Navegante        | Auto               | Procedente de | Auspiciador                                                  |
| -- | ----------------- | ---------------- | ------------------ | ------------- | ------------------------------------------------------------ |
| 1  | Rolando Biénzobas | Gabriel Benoit   | Subaru Impreza STi | San Felipe    | Xplod - Michelin - Tocornal Autos                            |
| 3  | Ronald Küpfer     | Carlos Peña      | Subaru Impreza STi | Santiago      | Ganadera Rio Bueno - Automotora Suiza - Mega                 |
| 4  | Dino Innocenti    | Enzo Innocenti   | Subaru Impreza STi | Concepción    | Mobil - Serfocol - Riosan - Pirelli - Inoccenti y Cia. Ltda. |
| 5  | Sandro Peppi      | Rafael Salas     | Subaru Impreza STi | Los Andes     | Banco Santander - Automotora Arauco - Michelin               |
| 6  | Daniel Mas        | Macarena Pizarro | Subaru Impreza STi | La Serena     | CMR Falabella - Pirelli                                      |
| 7  | Javier Fernández  | Luis Arias       | Subaru Impreza STi | Puerto Montt  | Autovald - Andespaña S.A. - Falken                           |
| 47 | Kurt Horta        | Sebastián Vera   | Subaru Impreza STi | Temuco        | Metropolis-Intercom - Punta Brown - Pirelli                  |

Categoría N-3
| N° | Piloto                | Navegante           | Auto                      | Procedente de | Auspiciador                                                                 |
| -- | --------------------- | ------------------- | ------------------------- | ------------- | --------------------------------------------------------------------------- |
| 8  | Luis Ignacio Rosselot | Manuel Erazo        | Nissan Primera            | Viña del Mar  | 123 Entel - Automotriz Rosselot - Entel PCS - Mobil - Bridgestone/Firestone |
| 11 | Fernando Cosmelli     | Simón Cosmelli      | Citroën ZX                | Puerto Montt  | Citroën Chile                                                               |
| 12 | Ricardo Infante Jr.   | Nicolás Irarrázaval | Hyundai Coupé             | Santiago      | Automotores Gildemeister - Mobil                                            |
| 14 | Ramón Ibarra          | Nicolás Levalle     | Hyundai Coupé             | Santiago      | Automotores Gildemeister - Mobil                                            |
| 18 | Alberto Pirola        | Claudio Torres      | Chevrolet Astra Hatchback | San Felipe    | Davis Autos - Goodyear - Head - Mayonesa Hellman´s - Covalco                |
| 42 | Rolando Soto          | Manuel Jaurena      | Ford Focus Hatchback      | Puerto Montt  | Ford Rally Team - Telefonica Móvil - Mobil - Martini                        |

Categoría N-2
| N° | Piloto                  | Navegante             | Auto                    | Procedente de | Auspiciador                                                                                   |
| -- | ----------------------- | --------------------- | ----------------------- | ------------- | --------------------------------------------------------------------------------------------- |
| 9  | Gerardo Rosselot        | Javier Acevedo        | Mitsubishi Lancer       | Viña del Mar  | 123 Entel - Automotriz Rosselot - Entel PCS - Mobil - Bridgestone/Firestone                   |
| 10 | Claudio Valdivia        | Ricardo Espinoza      | Peugeot 206             | Puerto Montt  | Peugeot Chile - Valservice - Homocineticas GLO                                                |
| 15 | Ernesto Rojas           | Gastón Riesco         | Protón Persona          | Santiago      | Recauchajes Irenesa - Aseguradora Magallanes - Buses Tas Choapa                               |
| 16 | Luis Westermeier        | Giovanni Innocenti    | Volkswagen Polo Classic | Puerto Montt  | Volkswagen                                                                                    |
| 17 | Carlos Prieto           | Guillermo Guzmán      | Daewoo Lanos            | Puerto Montt  | Cecinas Braunau - Silencar                                                                    |
| 20 | Ricardo Concha          | Emilio Acevedo        | Mitsubishi Lancer       | Santiago      | Mitsubishi - Scania Serie 4 - Bridgestone/Firestone - Axe                                     |
| 22 | Paulo Otero             | Jorge Serra           | Mitsubishi Colt         | Santiago      | Mitsubishi - Scania Serie 4 - Bridgestone/Firestone - Axe                                     |
| 23 | Juan Francisco Carrasco | Iván Arancibia        | Chevrolet Corsa         | Punta Arenas  | Navimag - Trans Car - Club de Volantes de Magallanes                                          |
| 25 | Horacio López           | Mauricio López        | Toyota Corolla          | Santiago      | Rentatel - Toyota Credit - Automotora Mitsui - Aerocontinente - Recauchajes Irenesa           |
| 26 | Alberto Innocenti       | Felipe Innocenti      | Volkswagen Polo Classic | Concepción    | Volkswagen - Abastible                                                                        |
| 32 | Eduardo Aguirre         | Luz María Aguirre     | Daewoo Lanos            | Santiago      | Daewoo Motor - Adecco                                                                         |
| 35 | Rodrigo Vásquez         | Cristóbal Arenas      | Volkswagen Gol I        | La Serena     | Diario El Día                                                                                 |
| 36 | Claudio Moya            | Juan Catalán          | Nissan V16              | Santiago      |                                                                                               |
| 37 | Marcelo Pérez           | Sergio Rosas          | Mitsubishi Lancer       | Osorno        | Autovald - Michelin - Transportes Berríos                                                     |
| 38 | Juan Pablo Mesa         | Juan Carlos Mesa      | Mitsubishi Colt         | Osorno        | Mesa Automotriz - Servicio Automotriz OGO                                                     |
| 39 | Cristóbal Geyger        | Aldo Salas            | Toyota Yaris            | Santiago      | Facom - Toyota Credit - Automotora Mitsui - Aerocontinente - Recauchajes Irenesa              |
| 41 | Marcelo Yáñez           | Eduardo Frene         | Toyota Yaris            | Púerto Montt  | Distribuidora Rabié - Toyota Mitsui - Carozzi - Ballerina - Gillette Mach3 - Clorox - Confort |
| 46 | Gonzalo Huerta          | Juan Cristóbal Ovalle | Chevrolet Corsa Classic | Santiago      | Davis Autos - Goodyear - Head - Mayonesa Hellman´s - Covalco                                  |
| 49 | Carlos Barrie           | Silvia Barrie         | Chevrolet Corsa Classic | Temuco        | Davis Autos - Goodyear - Head - Mayonesa Hellman´s - Covalco                                  |
| 50 | Ricardo Vallebuona      | Patricio Kuschel      | Volkswagen Gol II       | Concepción    | Volkswagen - Casa Royal                                                                       |
| 51 | Ricardo Rojas           | Jaime Rojas           | Mitsubishi Lancer       | Santiago      | 123 Entel - Automotriz Rosselot - Entel PCS - Mobil - Bridgestone/Firestone                   |

Categoría N-1
| N° | Piloto                 | Navegante        | Auto               | Procedente de | Auspiciador                                                                         |
| -- | ---------------------- | ---------------- | ------------------ | ------------- | ----------------------------------------------------------------------------------- |
| 19 | Juan Pablo Silva       | Carlos Siel      | Daihatsu Sirion    | Santiago      | Automotora Oyarce - Bosch - Chrono Azzaro - Enova                                   |
| 28 | Carlos Francisco Pérez | Rodrigo Chacón   | Toyota Yaris Sport | Ovalle        | Car Fran - Rentatel - Toyota Credit - Recauchajes Irenesa                           |
| 31 | Rafael Lepe            | Eugenio Carvallo | Daihatsu Sirion    | San Felipe    | Manquehue Net - Tocornal Autos                                                      |
| 34 | Marcelo Sánchez        | Arturo Mendoza   | Suzuki Swift       | Santiago      | Suzuki Rally Team - Complemento - Interesa - Neumáticos Hankook                     |
| 40 | Sandra Rodríguez       | Cristina Donoso  | Toyota Yaris Sport | Santiago      | Rentatel - Toyota Credit - Automotora Mitsui - Aerocontinente - Recauchajes Irenesa |
| 45 | Emilio Ahumada         | Eugenio Silva    | Daihatsu Sirion    | San Felipe    | Dolorub - Automotora Oyarce - Amortiguadores Atlanta - Mobil Distribuidor           |
| 52 | Enrique Castro         | Alejandro Ortíz  | Toyota Yaris Sport | Santiago      | Rentatel - Toyota Credit - Automotora Mitsui - Aerocontinente - Recauchajes Irenesa |

### Calendario y ganadores
| N.º | Fecha     | Ciudad       | Categoría N4     | Categoría N3          | Categoría N2      | ref         |
| --- | --------- | ------------ | ---------------- | --------------------- | ----------------- | ----------- |
| 1.  | 20-22 abr | Viña del Mar | Daniel Mas       | Luis Ignacio Rosselot | Ernesto Rojas     | [ 1 ] [ 2 ] |
| 2.  | 18-20 may | Concepción   | Dino Innocenti   | Ricardo Infante       | Alberto Innocenti |             |
| 3.  | 15-17 jun | La Serena    | Dino Innocenti   | Luis Ignacio Rosselot | Gerardo Rosselot  |             |
| 4.  | 03-05 ago | San Felipe   | Dino Innocenti   | Luis Ignacio Rosselot | Gerardo Rosselot  | [ 3 ] [ 4 ] |
| 5.  | 07-09 sep | Temuco       | Kurt Horta       | Ricardo Infante       | Gerardo Rosselot  | [ 5 ]       |
| 6.  | 02-04 nov | Puerto Montt | Javier Fernández | Luis Ignacio Rosselot | Gerardo Rosselot  | [ 6 ] [ 7 ] |
| 7.  | 07-09 dic | Santiago     | Javier Fernández | Ricardo Infante       | Marcelo Pérez     | [ 8 ] [ 9 ] |